# Winfried Wolf (Politiker)

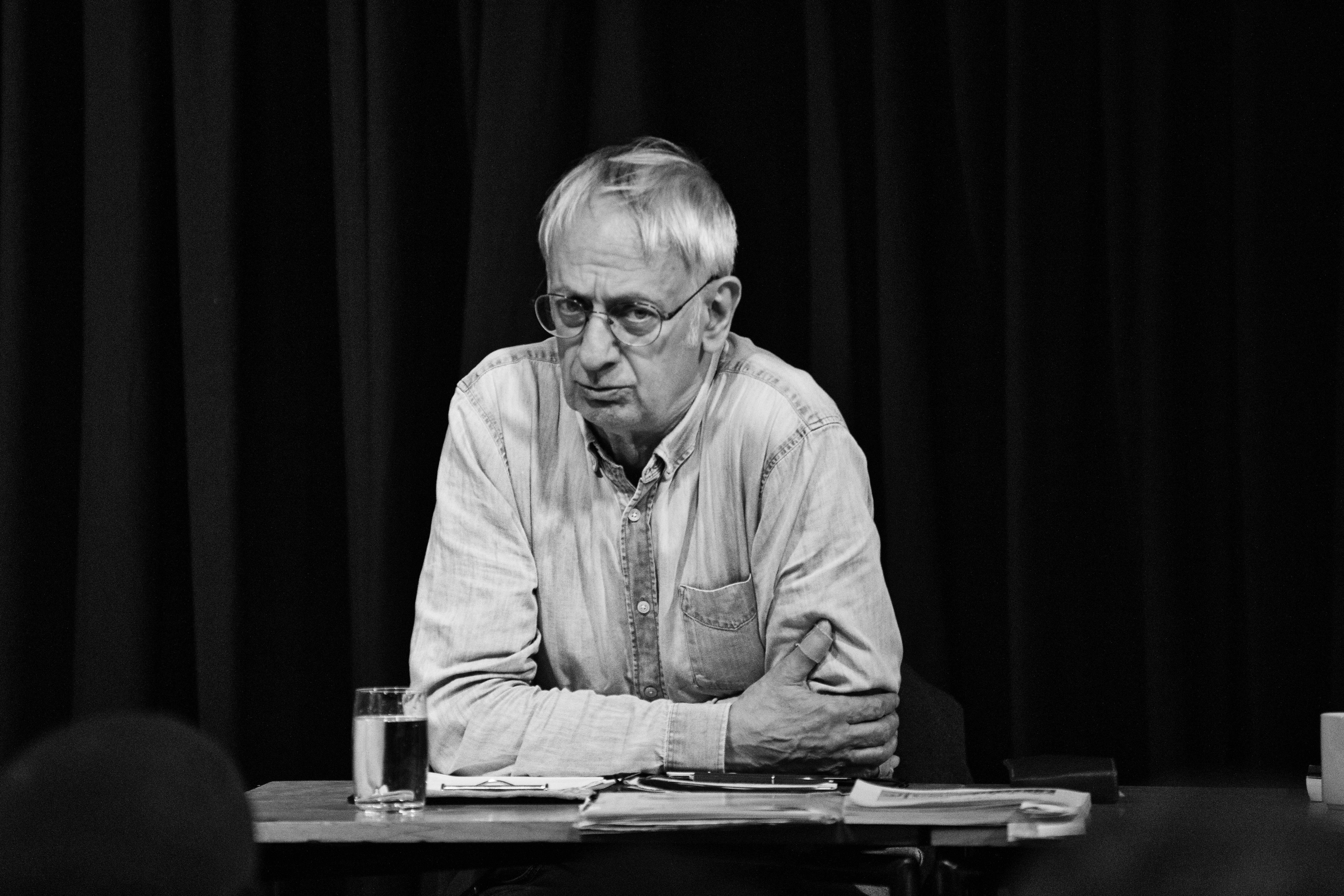
Winfried Wolf, 2023 im club W71

Winfried Maria Wolf (* 4. März 1949 in Horb am Neckar; † 22. Mai 2023 in Berlin) war ein deutscher Politiker, Autor und Chefredakteur von Lunapark21.

## Politischer Werdegang

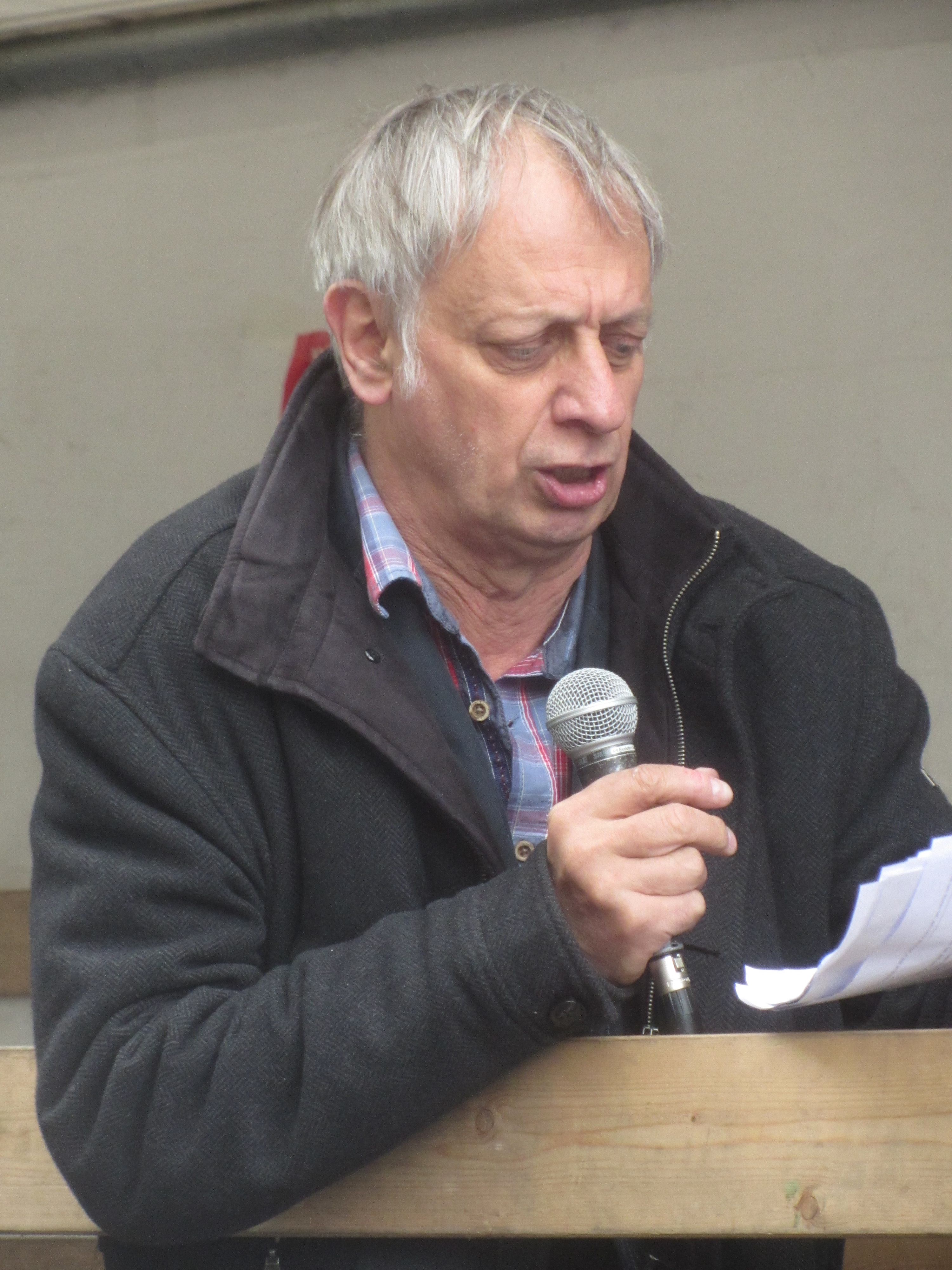
Winfried Wolf, 2015

Nach dem Abitur in Ravensburg studierte Wolf an der Albert-Ludwigs-Universität Freiburg und an der Freien Universität Berlin Politikwissenschaften. 1974 schloss er das Studium mit Diplom ab. 1986 promovierte er zum Dr. phil. 
Er selbst definierte sich als ein „von Rosa Luxemburg beeinflusster Sozialist und an Leo Trotzki orientierter Stalinismus-Kritiker“. Winfried Wolf war in den 70er/80er Jahren Mitglied der trotzkistischen Gruppe Internationale Marxisten (GIM) und langjähriger Chefredakteur ihrer Zeitung was tun, später Mitglied der Vereinigten Sozialistischen Partei (VSP). 
1994 kandidierte er als Parteiloser auf dem ersten Platz der baden-württembergischen Landesliste der PDS und zog für die PDS in den Deutschen Bundestag ein. 1997 trat er der PDS auch als Parteimitglied bei. Bis 2002 war er Mitglied des Deutschen Bundestages, dort unter anderem auch verkehrspolitischer Sprecher der PDS-Fraktion. Er galt als Vertreter der Neuen Linken in der Partei und gehörte zum „linken“, undogmatischen Flügel der PDS. In seiner Zeit als Bundestagsabgeordneter war er zugleich auch verkehrspolitischer Sprecher der PDS und Mitglied des Verteidigungsausschusses des Bundestages.
Winfried Wolf war Mitglied im wissenschaftlichen Beirat von attac sowie der Bildungsgemeinschaft SALZ.
Außerdem arbeitete er als Autor für die Tageszeitung junge Welt, für die Monatszeitung SoZ und hat mehrere Bücher, hauptsächlich zu Verkehrspolitik, veröffentlicht.
Im Mai 2004 trat er aus der PDS aus. Als Hauptgrund nannte er, dass die PDS keine sozialistische Partei mehr sei. Als weitere Gründe gab er unter anderem an, die Partei halte an der neoliberalen Politik in den Landesregierungen von Mecklenburg-Vorpommern und Berlin fest, an denen sie beteiligt gewesen war, und lehne Bundeswehreinsätze nicht mehr grundsätzlich ab. 2005 trat Wolf in die WASG Berlin ein. Seit 2006 war er parteilos.
Wolf war Sprecher der Initiative Bürgerbahn statt Börsenbahn sowie Sprecher des Bündnisses Bahn für Alle. Seit 2008 war er der Chefredakteur der von ihm gegründeten linken Wirtschaftszeitschrift Lunapark21 und wirkte als Mitherausgeber der Zeitung gegen den Krieg. Lunapark21 stellte nach seinem Tod das Erscheinen ein. Wolf war ein entschiedener Gegner des Bahnprojekts Stuttgart 21 und trat bei vielen Kundgebungen dagegen auf.
Er war wissenschaftlicher Mitarbeiter der Bundestagsabgeordneten Sabine Leidig (Partei Die Linke).
Wolf beteiligte sich an dem Entwurf zum Zero-Covid-Aufruf.
Winfried Wolf war ein Cousin des CDU-Politikers Guido Wolf.
Wolf starb an den Folgen einer schweren Lebererkrankung. Er wurde 74 Jahre alt.

## Schriften
- Eisenbahn und Autowahn. Personen- und Gütertransport auf Schiene und Straße. Geschichte, Bilanz, Perspektiven. Rasch und Röhrig, Hamburg u. a. 1986, ISBN 3-89136-105-X.
- Sackgasse Autogesellschaft. Höchste Eisenbahn für eine Alternative. (= ISP-Pocket. Bd. 35). ISP-Verlag, Frankfurt am Main 1988, ISBN 3-88332-144-3.
- Ernest Mandel, Winfried Wolf: Cash, Crash & Crisis. Profitboom, Börsenkrach und Wirtschaftskrise. Rasch und Röhring, Hamburg 1989, ISBN 3-89136-200-5.
- Neues Denken oder neues Tanken? DDR-Verkehr 2000. ISP-Verlag, Frankfurt am Main 1990, ISBN 3-88332-175-3.
- Berlin – Weltstadt ohne Auto? Verkehrsgeschichte 1848–2015. ISP-Verlag, Köln 1994, ISBN 3-929008-74-2.
- Haiti – Arroganz im Armenhaus. Bonner Diplomatie, Rassismus und Armutsentwicklung (= ISP-Pocket. Bd. 62). Neuer Isp-Verlag, Köln 1996, ISBN 3-929008-62-9.
- Verkehr – Umwelt – Klima. Die Globalisierung des Tempowahns. Promedia, Wien 2007, ISBN 978-3-85371-271-9.
- Sieben Krisen – ein Crash. Promedia, Wien 2009, ISBN 978-3-85371-299-3.
- Bernhard Knierim, Winfried Wolf: Bitte umsteigen! 20 Jahre Bahnreform. Schmetterling, Stuttgart 2014, ISBN 978-3-89657-071-0.
- mit Klaus Gietinger: Der Seelentröster. Wie Christopher Clark die Deutschen von der Schuld am Ersten Weltkrieg befreit. Schmetterling, Stuttgart 2017, ISBN 978-3-89657-476-3.
- Abgrundtief + bodenlos. Stuttgart 21, sein absehbares Scheitern und die Kultur des Widerstands, PapyRossa, Köln 2017, ISBN 978-3-89438-638-2.
- Mit dem Elektroauto in die Sackgasse. Warum E-Mobilität den Klimawandel beschleunigt, Promedia, Wien 2019, ISBN 978-3-85371-450-8.
- mit Bernhard Knierim: Abgefahren. Warum wir eine neue Bahnpolitik brauchen, Papyrossa, Köln 2019, ISBN 978-3-89438-707-5.
- mit Verena Kreilinger und Christian Zeller: Corona, Krise, Kapital. Plädoyer für eine solidarische Alternative in den Zeiten der Pandemie, Papyrossa, Köln 2020, ISBN 978-3-89438-739-6.